# Rodenstock (azienda)
Rodenstock GmbH è un produttore di ottica con sede a Monaco di Baviera, in Germania.

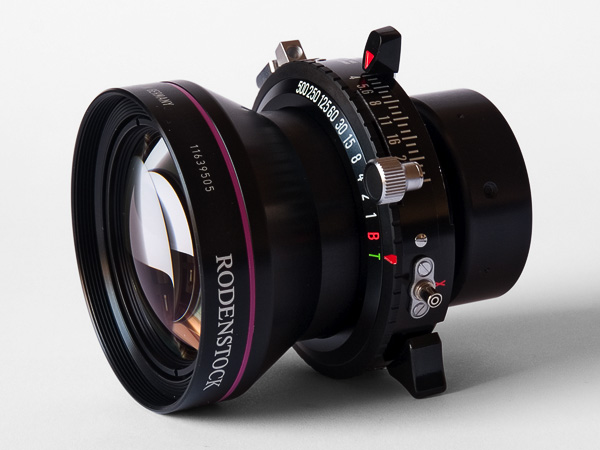
Rodenstock Apo-Sironar digital HR 100mm

Rodenstock è stata fondata nel 1877 da Josef Rodenstock e si è specializzata nella produzione di obiettivi fotografici e ingranditori di alta qualità (Rodagon, Sironar, Apo-Ronar, Grandagon, Apo-Sironar). L'azienda è stata venduta a Linos AG nel 2000 e continua a produrre ottica.